# Kanton Les Mées
Les Mées is een voormalig kanton van het Franse departement Alpes-de-Haute-Provence. Het kanton maakte deel uit van het arrondissement Digne-les-Bains. Het werd opgeheven bij decreet van 24 februari 2014, met uitwerking op 22 maart 2015.

## Gemeenten
Het kanton Les Mées omvatte de volgende gemeenten:
- Le Castellet
- Entrevennes
- Malijai
- Les Mées (hoofdplaats)
- Oraison
- Puimichel